# Teen Choice Awards 2013
Die Teen Choice Awards 2013 wurden am 11. August 2013 im Gibson Amphitheatre in Universal City abgehalten und von den Schauspielern Darren Criss und Lucy Hale moderiert. Es ist die 15. Verleihung der Awards seit der ersten Verleihung im Jahre 1999. Die Nominierungen wurden in drei Teilen am 22. Mai, 1. Juli und am 16. Juli 2013 bekannt gegeben. Die Ausstrahlung der Sendung in den Vereinigten Staaten soll vom US-amerikanischen Sender Fox erfolgen. Die Awards werden in mehrere Bereiche aufgeteilt, darunter “Music”, “TV” und “Movie”.

## Preisträger und Nominierte
Die Gewinner sind Fett angegeben.

### Ultimate Choice
- Ashton Kutcher

### Music
| Choice Music: Male Artist - Justin Bieber - Bruno Mars - Phillip Phillips - Pitbull - Justin Timberlake Choice Music: Female Artist - Demi Lovato - Selena Gomez - Pink - Rihanna - Taylor Swift Choice Music: Group - One Direction - Big Time Rush - Fun - Maroon 5 - The Wanted Choice Music: R&B Artist - Bruno Mars - Beyoncé Knowles - Alicia Keys - Miguel - Trey Songz Choice Music: Hip-Hop/Rap Artist - Macklemore & Ryan Lewis - Drake - Nicki Minaj - Pitbull - Kanye West Choice Music: Rock Group - Paramore - Awolnation - Imagine Dragons - Mumford & Sons - The Lumineers Choice Music: Electronic Dance Music (EDM) Artist - David Guetta - Deadmau5 - Calvin Harris - Kaskade - Skrillex - Swedish House Mafia Choice Music: Male Country Artist - Hunter Hayes - Jason Aldean - Luke Bryan - Eric Church - Blake Shelton Choice Music: Female Country Artist - Taylor Swift - Jana Kramer - Miranda Lambert - Kacey Musgraves - Carrie Underwood Choice Music: Country Group - Lady Antebellum - The Band Perry - Florida Georgia Line - Little Big Town - Thompson Square Choice Music: Single by a Male Artist - Justin Bieber feat. Nicki Minaj – „Beauty and a Beat“ - Robin Thicke feat. Pharrell Williams – „Blurred Lines“ - Pitbull feat. Christina Aguilera – „Feel This Moment“ - Bruno Mars – „Locked Out of Heaven“ - Justin Timberlake feat. Jay-Z – „Suit & Tie“ Choice Music: Single by a Female Artist - Demi Lovato – „Heart Attack“ - Selena Gomez – „Come and Get It“ - Anna Kendrick – „Cups“ - Taylor Swift – „I Knew You Were Trouble“ - Miley Cyrus – „We Can’t Stop“ Choice Music: Single by a Group - One Direction – „Live While We’re Young“ - Daft Punk feat. Pharrell Williams – „Get Lucky“ - Icona Pop feat. Charli XCX – „I Love It“ - Maroon 5 – „Love Somebody“ - Macklemore & Ryan Lewis feat. Wanz – „Thrift Shop“ | Choice Music: R&B/Hip-Hop Song - Macklemore & Ryan Lewis feat. Ray Dalton – „Can’t Hold Us“ - Mariah Carey – „#Beautiful“ - Rihanna – „Diamonds“ - Emeli Sandé – „Next To Me“ - Drake – „Started from the Bottom“ Choice Music: Rock Song - Imagine Dragons – „Radioactive“ - Fun – „Carry On“ - Phillip Phillips – „Gone, Gone, Gone“ - The Lumineers – „Ho Hey“ - Awolnation – „Sail“ Choice Music: Country Song - Taylor Swift – „We Are Never Ever Getting Back Together“ - Blake Shelton feat. Pistol Annies & Friends – „Boys’ Round Here“ - Luke Bryan – „Crash My Party“ - Florida Georgia Line – „Cruise“ - Hunter Hayes – „I Want Crazy“ Choice Music: Summer Song - Miley Cyrus – „We Can’t Stop“ - Robin Thicke – „Blurred Lines“ - Florida Georgia Line feat. Nelly – „Cruise“ - Daft Punk feat. Pharrell Williams – „Get Lucky“ - Bruno Mars – „Treasure“ Choice Music: Love Song - One Direction – „Little Things“ - Pink feat. Nate Ruess – „Just Give Me a Reason“ - Justin Timberlake – „Mirrors“ - Bruno Mars – „Treasure“ - Ariana Grande feat. Mac Miller – „The Way“ Choice Music: Break-Up Song - Selena Gomez – „Come and Get It“ - The Band Perry – „Done“ - Rihanna feat. Mikky Ekko – „Stay“ - Taylor Swift – „We Are Never Ever Getting Back Together“ - Bruno Mars – „When I Was Your Man“ Choice Summer Music Star: Female - Selena Gomez - Miley Cyrus - Ariana Grande - Pink - Rihanna Choice Summer Music Star: Male - Bruno Mars - Jay-Z - Pitbull - Robin Thicke - Justin Timberlake Choice Summer Music Star: Group - Maroon 5 - Daft Punk - Florida Georgia Line - Imagine Dragons - Macklemore & Ryan Lewis Choice Breakout Artist - Ed Sheeran - Candice Glover - Ariana Grande - Psy - Emeli Sandé Choice Breakout Group - Emblem3 - Icona Pop - Imagine Dragons - The Lumineers - Macklemore & Ryan Lewis Choice Summer Tour - One Direction – „Take Me Home Tour“ - Beyoncé Knowles – „The Mrs. Carter Show World Tour“ - Bruno Mars – „The Moonshine Jungle Tour“ - Jay-Z & Justin Timberlake – „Legends of the Summer Tour“ - Taylor Swift – „Red Tour 2013“ |

### TV
| Choice TV Show: Drama - Pretty Little Liars - Gossip Girl - Nashville - Revenge - Switched at Birth Choice TV Actor: Drama - Ian Harding – Pretty Little Liars - Penn Badgley – Gossip Girl - Josh Bowman – Revenge - Lucas Grabeel – Switched at Birth - Nick Wechsler – Revenge Choice TV Actress: Drama - Troian Bellisario – Pretty Little Liars - Blake Lively – Gossip Girl - Vanessa Marano – Switched at Birth - Hayden Panettiere – Nashville - Emily VanCamp – Revenge Choice TV Show: Fantasy/Sci-Fi - Vampire Diaries (The Vampire Diaries) - Arrow - Beauty and the Beast - Once Upon a Time – Es war einmal… (Once Upon a Time) - Supernatural Choice TV Actor: Fantasy/Sci-Fi - Ian Somerhalder – Vampire Diaries (The Vampire Diaries) - Jensen Ackles – Supernatural - Stephen Amell – Arrow - Jared Padalecki – Supernatural - Paul Wesley – Vampire Diaries (The Vampire Diaries) Choice TV Actress: Fantasy/Sci-Fi - Nina Dobrev – Vampire Diaries (The Vampire Diaries) - Katie Cassidy – Arrow - Ginnifer Goodwin – Once Upon a Time – Es war einmal… (Once Upon a Time) - Katerina Graham – Vampire Diaries (The Vampire Diaries) - Kristin Kreuk – Beauty and the Beast Choice TV Show: Action - Navy CIS: L.A. (NCIS: Los Angeles) - Chicago Fire - Elementary - Hawaii Five-0 - Nikita Choice TV Actor: Action - LL Cool J – Navy CIS: L.A. (NCIS: Los Angeles) - Scott Caan – Hawaii Five-0 - Jonny Lee Miller – Elementary - Jesse Spencer – Chicago Fire - Shane West – Nikita Choice TV Actress: Action - Lucy Liu – Elementary - Lyndsy Fonseca – Nikita - Grace Park – Hawaii Five-0 - Maggie Q – Nikita - Monica Raymund – Chicago Fire Choice TV Show: Comedy - Glee - The Big Bang Theory - Modern Family - New Girl - Suburgatory Choice TV Actor: Comedy - Jim Parsons – The Big Bang Theory - Chris Colfer – Glee - Jake Johnson – New Girl - Ashton Kutcher – Two and a Half Men - Eric Stonestreet – Modern Family Choice TV Actress: Comedy - Lea Michele – Glee - Kaley Cuoco – The Big Bang Theory - Zooey Deschanel – New Girl - Mindy Kaling – The Mindy Project - Bridgit Mendler – Meine Schwester Charlie (Good Luck Charlie) Choice TV: Animated Show - Die Simpsons (The Simpsons) - Adventure Time - Bob’s Burgers - Family Guy - Willkommen in Gravity Falls (Gravity Falls) Choice TV: Male Personality - Simon Cowell – The X Factor - Nick Cannon – America’s Got Talent - Adam Levine – The Voice - Ryan Seacrest – American Idol - Blake Shelton – The Voice | Choice TV: Female Personality - Demi Lovato – The X Factor - Erin Andrews – Fox Sports - Cat Deeley – So You Think You Can Dance - Carrie Ann Inaba – Dancing with the Stars - Heidi Klum – America’s Got Talent Choice TV: Reality Competition Show - The X Factor - American Idol - The Bachelor - Dancing with the Stars - The Voice Choice TV Show: Reality Show - Keeping Up with the Kardashians - Dance Moms - Here Comes Honey Boo Boo - Married to Jonas - Tia & Tamera Choice TV: Male Reality Star - Kevin Jonas – Married to Jonas - Ryan Lochte – What Would Ryan Lochte Do? - Gordon Ramsay – Hell’s Kitchen & MasterChef - The Robertsons – Duck Dynasty - The Wanted – The Wanted Life Choice TV: Female Reality Star - Kim Kardashian, Khloé Kardashian, Kourtney Kardashian, Kris Jenner, Kendall Jenner & Kylie Jenner – Keeping Up with the Kardashians - Honey Boo Boo – Here Comes Honey Boo Boo - Danielle Jonas – Married to Jonas - Abby Lee Miller – Dance Moms - Tia Mowry & Tamera Mowry – Tia & Tamera Choice Summer TV Show - Pretty Little Liars - Teen Wolf - So You Think Youn Can Dance - The Fosters - Under the Dome Choice Summer TV Star: Male - Keegan Allen – Pretty Little Liars - Jake T. Austin – The Fosters - Jean-Luc Bilodeau – Baby Daddy - Avan Jogia – Twisted - Tyler Posey – Teen Wolf Choice Summer TV Star: Female - Lucy Hale – Pretty Little Liars - Maddie Hasson – Twisted - Chelsea Kane – Baby Daddy - Katie Leclerc – Switched at Birth - Maia Mitchell – The Fosters Choice TV Breakout Show - The Fosters - Arrow - Baby Daddy - The Carrie Diaries - The Mindy Project Choice TV Breakout Star - Blake Jenner – Glee - Stephen Amell – Arrow - Melissa Benoist – Glee - AnnaSophia Robb – The Carrie Diaries - Derek Theler – Baby Daddy Choice TV: Male Scene Stealer - Chord Overstreet – Glee - Max Greenfield – New Girl - Steven R. McQueen – Vampire Diaries (The Vampire Diaries) - Tahj Mowry – Baby Daddy - Rico Rodriguez – Modern Family Choice TV: Female Scene Stealer - Miley Cyrus – Two and a Half Men - Candice Accola – Vampire Diaries (The Vampire Diaries) - Heather Morris – Glee - Eden Sher – The Middle - Ariel Winter – Modern Family Choice TV Villain - Janel Parrish – Pretty Little Liars - Carly Chaikin – Suburgatory - Joseph Morgan – Vampire Diaries (The Vampire Diaries) - Lana Parrilla – Once Upon a Time – Es war einmal… (Once Upon a Time) - Becca Tobin – Glee |

### Movie
| Choice Movie: Drama - Vielleicht lieber morgen (The Perks of Being a Wallflower) - Argo - Les Misérables - Der große Gatsby (The Great Gatsby) - The Impossible (Lo imposible) Choice Movie Actor: Drama - Logan Lerman – Vielleicht lieber morgen (The Perks of Being a Wallflower) - Ben Affleck – Argo - Bradley Cooper – Der Dieb der Worte (The Words) - Leonardo DiCaprio – Der große Gatsby (The Great Gatsby) - Hugh Jackman – Les Misérables Choice Movie Actress: Drama - Emma Watson – Vielleicht lieber morgen (The Perks of Being a Wallflower) - Halle Berry – The Call – Leg nicht auf! (The Call) - Anne Hathaway – Les Misérables - Carey Mulligan – Der große Gatsby (The Great Gatsby) - Naomi Watts – The Impossible (Lo imposible) Choice Movie: Action - Iron Man 3 - G.I. Joe – Die Abrechnung (G.I. Joe: Retaliation) - James Bond 007: Skyfall (Skyfall) - Das Bourne Vermächtnis (The Bourne Legacy) - The Dark Knight Rises Choice Movie Actor: Action - Robert Downey Jr. – Iron Man 3 - Christian Bale – The Dark Knight Rises - Daniel Craig – James Bond 007: Skyfall (Skyfall) - Chris Hemsworth – Red Dawn - Dwayne Johnson – G.I. Joe – Die Abrechnung (G.I. Joe: Retaliation) Choice Movie Actress: Action - Anne Hathaway – The Dark Knight Rises - Jessica Biel – Total Recall - Adrianne Palicki – G.I. Joe – Die Abrechnung (G.I. Joe: Retaliation) - Gwyneth Paltrow – Iron Man 3 - Rachel Weisz – Das Bourne Vermächtnis (The Bourne Legacy) Choice Movie: Sci-Fi/Fantasy - Breaking Dawn – Biss zum Ende der Nacht, Teil 2 (The Twilight Saga: Breaking Dawn – Part 2) - Beautiful Creatures – Eine unsterbliche Liebe (Beautiful Creatures) - Iron Man 3 - Oblivion - Die fantastische Welt von Oz (Oz the Great and Powerful) Choice Movie Actor: Sci-Fi/Fantasy - Taylor Lautner – Breaking Dawn – Biss zum Ende der Nacht, Teil 2 (The Twilight Saga: Breaking Dawn – Part 2) - Tom Cruise – Oblivion - Robert Downey Jr. – Iron Man 3 - James Franco – Die fantastische Welt von Oz (Oz the Great and Powerful) - Robert Pattinson – Breaking Dawn – Biss zum Ende der Nacht, Teil 2 (The Twilight Saga: Breaking Dawn – Part 2) Choice Movie Actress: Sci-Fi/Fantasy - Kristen Stewart – Breaking Dawn – Biss zum Ende der Nacht, Teil 2 (The Twilight Saga: Breaking Dawn – Part 2) - Mila Kunis – Die fantastische Welt von Oz (Oz the Great and Powerful) - Gwyneth Paltrow – Iron Man 3 - Saoirse Ronan – Seelen (The Host) - Michelle Williams – Die fantastische Welt von Oz (Oz the Great and Powerful) Choice Movie: Comedy - Pitch Perfect - Voll abgezockt (Identity Thief) - Peeples - Der unglaubliche Burt Wonderstone (The Incredible Burt Wonderstone) - Warm Bodies Choice Movie Actor: Comedy - Skylar Astin – Pitch Perfect - Jason Bateman – Voll abgezockt (Identity Thief) - Steve Carell – Der unglaubliche Burt Wonderstone (The Incredible Burt Wonderstone) - Nicholas Hoult – Warm Bodies - Craig Robinson – Peeples Choice Movie Actress: Comedy - Rebel Wilson – Pitch Perfect - Anna Kendrick – Pitch Perfect - Melissa McCarthy – Voll abgezockt (Identity Thief) - Kerry Washington – Peeples - Olivia Wilde – Der unglaubliche Burt Wonderstone (The Incredible Burt Wonderstone) Choice Movie: Romance - Breaking Dawn – Biss zum Ende der Nacht, Teil 2 (The Twilight Saga: Breaking Dawn – Part 2) - Beautiful Creatures – Eine unsterbliche Liebe (Beautiful Creatures) - Les Misérables - Safe Haven – Wie ein Licht in der Nacht (Safe Haven) - Warm Bodies | Choice Movie Actor: Romance - Robert Pattinson – Breaking Dawn – Biss zum Ende der Nacht, Teil 2 (The Twilight Saga: Breaking Dawn – Part 2) - Josh Duhamel – Safe Haven – Wie ein Licht in der Nacht (Safe Haven) - Alden Ehrenreich – Beautiful Creatures – Eine unsterbliche Liebe (Beautiful Creatures) - Nicholas Hoult – Warm Bodies - Eddie Redmayne – Les Misérables Choice Movie Actress: Romance - Kristen Stewart – Breaking Dawn – Biss zum Ende der Nacht, Teil 2 (The Twilight Saga: Breaking Dawn – Part 2) - Jessica Biel – Kiss the Coach (Playing for Keeps) - Alice Englert – Beautiful Creatures – Eine unsterbliche Liebe (Beautiful Creatures) - Julianne Hough – Safe Haven – Wie ein Licht in der Nacht (Safe Haven) - Amanda Seyfried – Les Misérables Choice Summer Movie: Action - Fast & Furious 6 - Man of Steel - Pacific Rim - White House Down - World War Z Choice Summer Movie: Comedy - Ich – Einfach unverbesserlich 2 (Despicable Me 2) - Kindsköpfe 2 (Grown Ups 2) - Die Monster Uni (Monsters University) - Taffe Mädels (The Heat) - Prakti.com (The Internship) Choice Summer Movie Star: Male - Channing Tatum – White House Down - Henry Cavill – Man of Steel - Johnny Depp – Lone Ranger (The Lone Ranger) - Dwayne Johnson – Fast & Furious 6 - Chris Pine – Star Trek Into Darkness Choice Summer Movie Star: Female - Sandra Bullock – Taffe Mädels (The Heat) - Amy Adams – Man of Steel - Melissa McCarthy – Taffe Mädels (The Heat) - Michelle Rodríguez – Fast & Furious 6 - Zoë Saldaña – Star Trek Into Darkness Choice Breakout - Adam DeVine – Pitch Perfect - Alice Englert – Beautiful Creatures – Eine unsterbliche Liebe (Beautiful Creatures) - Nicholas Hoult – Warm Bodies - Ezra Miller – Vielleicht lieber morgen (The Perks of Being a Wallflower) - Eddie Redmayne – Les Misérables Choice Movie: Chemistry - Sandra Bullock & Melissa McCarthy – Taffe Mädels (The Heat) - Don Cheadle & Robert Downey Jr. – Iron Man 3 - Johnny Depp & Armie Hammer – Lone Ranger (The Lone Ranger) - Vin Diesel, Dwayne Johnson & Paul Walker – Fast & Furious 6 - Jamie Foxx & Channing Tatum – White House Down Choice Movie: Liplock - Robert Pattinson & Kristen Stewart – Breaking Dawn – Biss zum Ende der Nacht, Teil 2 (The Twilight Saga: Breaking Dawn – Part 2) - Amy Adams & Henry Cavill – Man of Steel - Skylar Astin & Anna Kendrick – Pitch Perfect - Alden Ehrenreich & Alice Englert – Beautiful Creatures – Eine unsterbliche Liebe (Beautiful Creatures) - Logan Lerman & Emma Watson – Vielleicht lieber morgen (The Perks of Being a Wallflower) Choice Movie: Hissy Fit - Taylor Lautner – Kindsköpfe 2 (Grown Ups 2) - Steve Carell – Ich – Einfach unverbesserlich 2 (Despicable Me 2) - Anna Camp, Hana Mae Lee, Brittany Snow & Rebel Wilson – Pitch Perfect - Melissa McCarthy – Taffe Mädels (The Heat) - Channing Tatum – White House Down Choice Movie Scene Stealer - Kellan Lutz – Breaking Dawn – Biss zum Ende der Nacht, Teil 2 (The Twilight Saga: Breaking Dawn – Part 2) - Joseph Gordon-Levitt – The Dark Knight Rises - Hana Mae Lee – Pitch Perfect - Channing Tatum – G.I. Joe – Die Abrechnung (G.I. Joe: Retaliation) - Ben Platt – Pitch Perfect Choice Movie Villain - Adam DeVine – Pitch Perfect - Javier Bardem – James Bond 007: Skyfall (Skyfall) - Tom Hardy – The Dark Knight Rises - Ben Kingsley – Iron Man 3 - Melissa McCarthy – Voll abgezockt (Identity Thief) |

### Fashion
| Choice Style Icon - Miley Cyrus - Ariana Grande - Demi Lovato - Lea Michele - Emma Watson Choice Smile - Harry Styles - Selena Gomez - Taylor Lautner - Demi Lovato - Taylor Swift | Choice Male Hottie - Harry Styles - Justin Bieber - Liam Hemsworth - Taylor Lautner - Channing Tatum Choice Female Hottie - Selena Gomez - Miley Cyrus - Megan Fox - Mila Kunis - Demi Lovato |

### Sport
| Choice Male Athlete - David Beckham (Fußball) - LeBron James (Basketball) - Colin Kaepernick (Football) - Michael Phelps (Schwimmen) - Shaun White (Snowboarding, Skateboarding, Surfen) | Choice Female Athlete - Gabby Douglas (Turnen) - Missy Franklin (Schwimmen) - Alex Morgan (Fußball) - Danica Patrick (Autorennen) - Lindsey Vonn (Skifahren) - Serena Williams (Tennis) |

### Weitere
| Choice Comedian - Ellen DeGeneres - Jimmy Fallon - Melissa McCarthy - Daniel Tosh - Rebel Wilson Choice Social Network - Twitter - Facebook - Instagram - Tumblr - Vine | Choice Twitter Personality - Justin Bieber - Lady Gaga - Barack Obama - Katy Perry - Rihanna Choice Web Star - Cimorelli - Ryan Beatty - Dave Days - Kid President - The Screaming Sheep |